# 布里扬斯河畔圣维特
布里揚斯河畔圣维特（法語：Saint-Vitte-sur-Briance，法語發音：[sɛ̃ vit syʁ bʁijɑ̃s]）是法国新阿基坦大区上维埃纳省的一个市镇，属于利摩日区。

## 地理
布里扬斯河畔圣维特（45°37'31"N, 1°32'47"E）面积20.66 平方千米，位于法国新阿基坦大区上维埃纳省，该省份为法国中西部省份，北起顺时针与安德尔省、克勒兹省、科雷兹省、多爾多涅省、夏朗德省和维埃纳省接壤。
与布里扬斯河畔圣维特接壤的市镇（或旧市镇、城区）包括：布里扬斯河畔拉克鲁瓦西耶、格朗日、拉波尔舍里、圣日耳曼莱贝勒、圣梅阿尔。

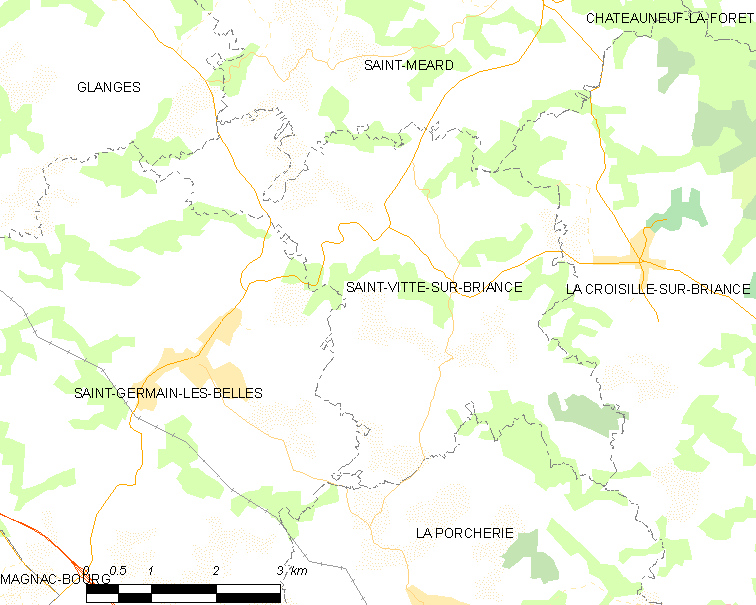
布里扬斯河畔圣维特的OSM定位图

布里扬斯河畔圣维特的时区为UTC+01:00、UTC+02:00（夏令时）。

## 行政
布里扬斯河畔圣维特的邮政编码为87380，INSEE市镇编码为87186。

## 政治
布里扬斯河畔圣维特所属的省级选区为埃穆捷县。

## 人口

1962-2008年间布里扬斯河畔圣维特人口变化图示

布里扬斯河畔圣维特于2022年1月1日时的人口数量为323人。